# Antonio Marchetti

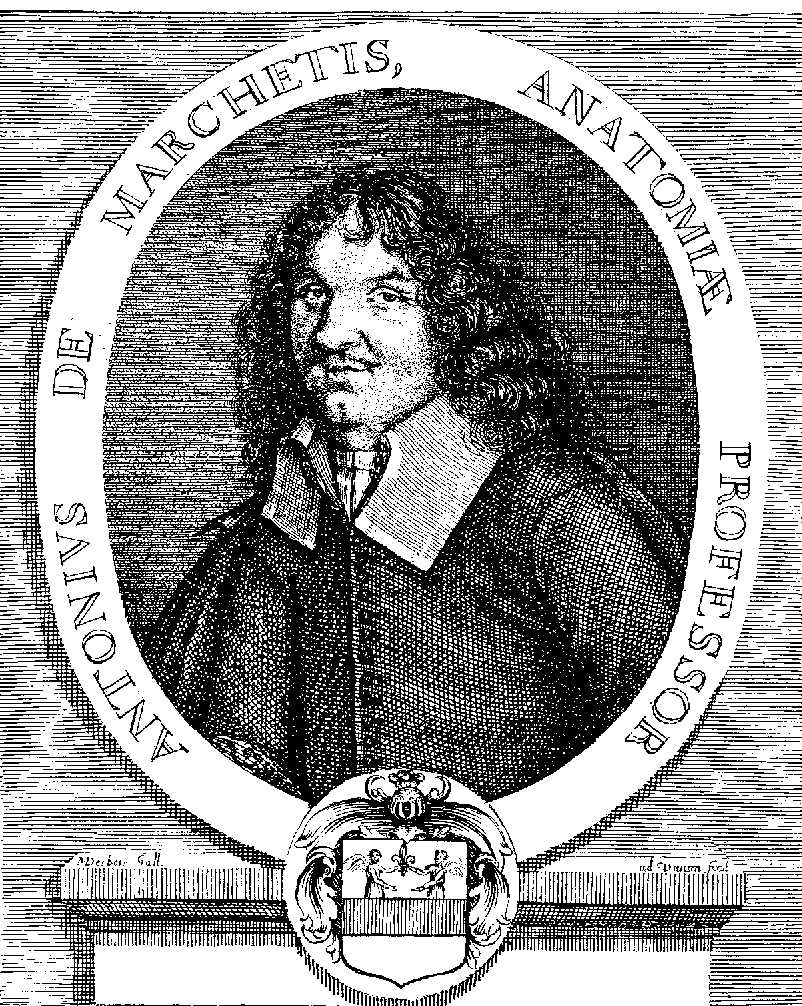
Professor Antonio Marchetti in Padua

Antonio Marchetti (Padua, 1640 – aldaar, 22 oktober 1730) was hoogleraar anatomie en chirurgie aan de universiteit van Padua, gelegen in de republiek Venetië.
Zijn naam in het Latijn was Antonius de Marchetis of de Marchettis.

## Levensloop
Marchetti studeerde geneeskunde aan de universiteit van Padua. Hij bekwaamde zich, zoals zijn vader Pietro en zijn oudere broer Domenico, beide hoogleraren in de chirurgie en de anatomie. Vanaf 1670, na het emeritaat van zijn vader, bekleedde hij de leerstoel anatomie. In 1682 ruilde hij deze om voor de leerstoel chirurgie en vanaf 1683 combineerde hij deze met de leerstoel geneeskunde.
Hij zorgde ervoor dat zijn vader Pietro en zijn oudere broer Domenico samen een praalgraf kregen in de Basilica di Sant’Antonio in Padua.
Na zowat 60 jaren gedoceerd te hebben overleed hij op negentigjarige leeftijd (1730). Ondanks zijn lange staat van dienst bleef hij in de schaduw staan van zijn vader en broer.